# Literatura medieval rumana
La literatura medieval rumana, de temática básicamente religiosa (principalmente del cristianismo ortodoxo oriental) , se vio profundamente condicionada por las particulares características del contexto sociopolítico en el que se desarrolló. De este modo, a pesar de formar parte de la Romania, no cultivó algunos de los más característicos géneros de la literatura medieval romance.

## Rumania, la lengua rumana y la Romania
Rumania, formada por la unión de los principados históricos de Moldavia, Valaquia y Transilvania, además de importantes y extensas áreas de  Bucovina, Maramures, el Banato y Dobrogea, forma parte de la Europa latina por ser uno de los países donde se habla una lenguas romances, el rumano, que junto al italiano, al francés, al provenzal, al catalán, al castellano y al portugués constituyen la Romania.
Tanto Rumania – en rumano, România - como Romania proceden del término romanus, que a su vez deriva de Roma. Los rumanos, hablantes de la idioma rumano, se denominan a sí mismos romani, término latino que, durante el Imperio romano, designaba a las clases dominantes pero que, tras el edicto de Caracalla del año 212, se extendió a todos los habitantes del Imperio al conseguir la ciudadanía. Cuando los bárbaros irrumpieron en el territorio romano, se impuso la necesidad de crear otro término para definir el Imperio romano por lo que, a partir del año 330, empezó a emplearse el término Romania, extendiéndose su uso hasta época merovingia e incluso después.
El latín fue introducido en la zona que hoy ocupan el Banato, Oltenia y Transilvania, por colonos de origen itálico, tras la conquista romana de Dacia en el año 106 d. C., convirtiéndose en la lengua de la administración y del comercio en la nueva provincia romana. Durante los 165 años que duró la ocupación romana, el latín vulgar posiblemente se vio influido por la idioma dacio, hablada por los autóctonos vencidos, pudiendo haber formado el protorrumano, hipótesis discutida por algunos autores. 
Tras la retirada ordenada por el emperador Aureliano, en el año 271, debido a la presión de los pueblo godo y los dacios libres, se produjo un cierto aislamiento geográfico de los daco-rumanos que posiblemente provocó que el rumano se convirtiese en la primera lengua escindida del tronco latino. La palabra empleada en rumano para designar la lengua rumana, român, también procede del término romanus. Entre los siglos VIII y XII, el latín vulgar hablado en los Balcanes se dividió en 4 lenguas - el dacorrumano (rumano moderno), el idioma arrumano, el idioma meglenorrumano y el idioma istrorrumano – lenguas de parecida estructura gramatical pero con un vocabulario diferente debido a influencias distintas, como el eslavo o el griego. 

## Primeros textos y literatura religiosa
De acuerdo con la Chronographia de Teófanes el Confesor, durante una campaña de los bizantinos contra los ávaros en las montañas búlgaras, en el año 587, un soldado gritó a sus compañeros la frase “Torna, torna, fratre!” – es decir, ¡Regresa, regresa, hermano! -, frase que historiadores como Gheorghe I. Brătianu han identificado como la primera constancia escrita del rumano que se hablaba en los Balcanes en el siglo VI. Al margen de algunos fragmentos inconexos, el primer documento conservado en lengua rumana es una carta escrita en 1521 por Neacşu de Câmpulung y dirigida a un juez de la ciudad de Braşov, Hanăş Beagnăr, en la que le alertaba de movimientos militares turcos por el Principado de Valaquia. 
A partir de ese momento, la lengua rumana escrita se hace más frecuente, aunque las primeras impresiones y manuscritos iluminados se escribieron en lengua eslava eclesiástica, como el Evangelio del monasterio de Neamţ, de 1429, o el Misal del monje Macario, de 1508. A pesar de ello, los predicadores de la Reforma en Transilvania escribieron algunos textos en rumano para acercarlos a los religiosos autóctonos, como el Codicele Voronețean o el Psaltirea Scheiană. De este modo, progresivamente, se fue creando una literatura religiosa que, en principio, era una traducción al rumano de salterios, Evangelios, Biblias, libros de oraciones, etc. 
El punto culminante de la literatura eclesiástica rumana se alcanzó con la publicación de la Biblia de Bucarest, del Príncipe de Valaquia Șerban Cantacuzino, de 1688, destinada al todo el territorio nacional de “rumanos, moldavos y húngaro-válacos”.

## Diferencias histórico-literarias con el Occidente medieval
En los Principados rumanos no se desarrolló una literatura caballeresca semejante a la occidental debido a un contexto histórico excepcional. Los Principados rumanos fueron durante siglos “territorio de frontera”, en el que los señores locales se enfrentaron a fuerzas cuyo principal objetivo era el botín. Cabe señalar, por ejemplo, que la última invasión tártara tuvo lugar entre 1717 y 1758, durante el período de la Ilustración en Occidente. Por este motivo, en la sociedad rumana no se consolidó una cultura cortesana que cultivase el amor cortés o reflejase los ideales caballerescos. 
Por otro lado, entre los siglos XIV y XVI, en una época de graves conflictos bélicos, cuando un cierto espíritu caballeresco impregnó la sociedad rumana, éste no fue reivindicado por la élite cultural, que prefirió ceñirse a la descripción histórica de los hechos, y sus valores nunca fueron vistos como una alternativa de vida, a diferencia de lo que ocurrió en Occidente. En consecuencia, la literatura medieval rumana nunca cultivó los poemas épicos, la poesía trovadoresca, el género alegórico-didáctico o la dramaturgia, tan característicos en el otro extremo de la Romania.